# Wojska (Polska)

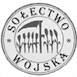
Pieczęć Wojski

Wojska (niem. Woiska) – wieś sołecka w Polsce, położona w województwie śląskim, w powiecie tarnogórskim, w gminie Tworóg.
W latach 1975–1998 miejscowość należała administracyjnie do województwa katowickiego.

## Charakterystyka
O ile większość gminy Tworóg jest porośnięta lasami, o tyle Wojskę można uznać za wioskę rolniczą, ze względu na otaczające ją pola. Przepływa przez nią rzeka Ligancja.
Obecnie w Wojsce znajdują się: szkoła podstawowa, filia biblioteki gminnej, placówka Caritas, sklep spożywczy i masarnia, pawilon handlowy, kawiarnia, ubojnia żywca, tartak oraz Ochotnicza Straż Pożarna z ponad 100-letnia tradycją.

## Nazwa
Nazwa wsi pochodzi od polskiej nazwy określającej wojsko i oznaczała osadę o charakterze militarnym, w której stacjonowali wojowie-rycerze.
W księdze łacińskiej Liber fundationis episcopatus Vratislaviensis (pol. Księga uposażeń biskupstwa wrocławskiego) spisanej za czasów biskupa Henryka z Wierzbna w latach 1295–1305 miejscowość wymieniona jest w zlatynizowanej formie Woysca.
Po dojściu do władzy narodowych socjalistów od 1936 nazwę miejscowości zmieniono na całkowicie niemiecką Hubertusgrund.

## Integralne części wsi
| SIMC    | Nazwa    | Rodzaj    |
| ------- | -------- | --------- |
| 0223415 | Podlesie | część wsi |
| 0223421 | Rzepiska | część wsi |

## Historia
Wojska powstała w XIII wieku, wzmiankowano ją w 1283, jest obok Połomi i Świniowic jedną z trzech najstarszych wsi w gminie. Była jedną z wsi wchodzących w skład księstwa Bytomskiego i po jego rozpadzie księstwa Toszeckiego zhołdowanego później przez Czechy. W połowie XV wieku należała do rycerza Boznikala Zworskiego, a następnie do Piotra Kokorsy. Między rokiem 1431 a 1433 okolica została złupiona przez husytów. Na krótko, pomiędzy 1474–1490, należała do Węgier. Po wojnie śląskiej w roku 1742 znalazła się w Królestwie Prus. Obszar był objęty II i III powstaniem śląskim. W czasie plebiscytu większość mieszkańców głosowała za przyłączeniem do Polski, mimo to nie weszła w skład II Rzeczypospolitej. W 1945 r. po deklaracji jałtańskiej o Polsce weszła w skład Polski Ludowej.

## Zabytki
Kościół – kościół Najświętszego Serca Pana Jezusa  z 1934 r.